# 蚁形狼逍遥蛛
蚁形狼逍遥蛛（学名：Thanatus formicinus）为逍遥蛛科狼逍遥蛛属的动物。分布于全北区以及中国大陆的辽宁、甘肃、青海、河北、陕西、山东、河南、浙江、湖北、湖南、四川等地，常生活于草丛、茶园、农田以及果园。